# Gun Kessle
Gun Kessle, egentligen Gunborg Myrdal, född Isacson den 15 juni 1926 i Haparanda, död 23 oktober 2007 vid Dagarn utanför Skinnskatteberg, var en svensk målare, grafiker, fotograf och författare.

## Biografi
Som 19-årig sanatoriepatient organiserade Gun Kessle "det stora potatisupproret på Söderby" som Stockholmspressen kallade det. Patienterna serverades grispotatis och på given signal slängde de potatisarna i golvet och krävde riktiga knölar.
Gun Kessle gjorde sig känd genom sina foton och illustrationer från tredje världen, bland annat från Afghanistan, Kina, Indien, Albanien och Mexiko. Hon var även känd för sina bilder av arkitektur och skulpturer. Som konstnär hade hon en personlig, naiv stil och som fotograf en realistisk ambition. 
Merparten av Gun Kessles böcker gavs ut i samarbete med hennes make skriftställaren Jan Myrdal, med vilken hon levde i 51 år. Kessles fotografier och illustrationer går bland annat att hitta i böcker som Resa i Afghanistan (1960), Att leva i en kinesisk by (1972), Ondskan tar form (1976), Kvinnoliv i kinesisk by (1983), Brev från en turist (1987) och Mexico – Dröm och längtan (1996). Under sina resor samlade Kessle på sig konst i form av affischer, litografier och målningar. De förvaltas idag av Jan Myrdalsällskapet. 
Gun Kessle var medlem i Svenska PEN-klubben samt i föreningen Folket i Bild/Kulturfront. Hon var också redaktör för tidskrifterna Folket i Bild/Kulturfront och Förr och Nu. 

## Konstnärskap
Gun Kessle studerade konst vid Signe Barths målarskola i Stockholm som följdes av studier vid Hampstead Art School i London. För att lära sig de olika grafiska teknikerna följde hon undervisningen vid Konstakademins grafiska skola i Stockholm under ett år. Separat ställde hon ut på Galeri Æsthetica i Stockholm 1953 och tillsammans med Tore Hultcrantz och Torsten Renqvist ställde hon ut på Eskilstuna konstmuseum 1954 och hon medverkade i ett flertal samlingsutställningar bland annat i en vandringsutställning med sju unga Stockholmsgrafiker och på föreningen Graphicas i Lund. Hennes konst består av måleri och träsnitt. Den förvaltas idag av Gun Kessles och Jan Myrdals stiftelse.
Hennes sista utställning anSIKTE hölls på Örebro stadsbibliotek, men Örebro kommuns socialdemokratiske kulturchef ville förbjuda henne tillträde till skattefinansierade lokaler, vilket fick Konstnärliga och Litterära Yrkesutövares Samarbetsnämnd att skriva ett protestbrev till Örebros socialdemokrater.

## Fotografering
Gun Kessle var självlärd som fotograf. Hon började fotografera i Spanien i slutet av 1950-talet och kom främst att verka som rese- och dokumentärfotograf. Redan 1959 knöts hon som frilansande fotograf – sk. stringer – till bildbyrån Tiofoto, vilken hade bildats året innan. Kessle slog igenom som fotograf internationellt med boken Chinese Journey/Kinesisk resa 1965 och hennes fotografier fick efter det, under en lång period, stark genomslagskraft både i Sverige och internationellt. Inom fotografikonsten var dokumentärfotografiet, med särskilt fokus på Tredje världen, förhärskande fram till sent 1980-tal. Tidigare borgerliga ideal fick under 1970-talet ge vika för ett demokratiskt, progressivt och folkligt förhållningssätt snarare än ett elitistiskt. Dessa ideal fick genomslag också när det gällde fotografi och hur det presenterades.
Kessle har haft en flertal fotoutställningar på välkända konst- och kulturinstitutioner. Samtliga utställningar producerades i samarbete med maken Jan Myrdal. Kessle bidrog med fotografierna och Myrdal skrev utställningstexterna. Många utställningar föregicks av en publikation. Året 1971 ställde Moderna Museets filial ut 500 av hennes fotografier under titeln Folket och Maktens Murar. Det var den första fotoutställningen Moderna Museets filial anordnade. Utställningen När västerlandet trädde fram: Romansk skulptur i Frankrike och Norge, blev en succé på Nationalmuseum 1976 och några år därefter 1979 kunde utställningen Kampucheas heliga Angkor ses på Östasiatiska museet. En annan pionjärutställning var Bortom Berg och Öknar på samma museum. Den var ett samarbete med Riksutställningar och invigdes 1991. 
Under sin fotokarriär var Kessle i första hand intresserad av att återge kulturens minnesmärken, men hon har även fotograferat människor och vardagens sysslor, särskilt i Kina dit hon återvände många gånger. Detta framkommer i hennes egna publikationer som till exempel: Att leva i kinesisk by (1972); VardagsKina: Från Stallarnas gata, Gula teglets kvarter i Chengtu stad (1978), Köksvägen till Kina (1980) och Kvinnoliv i kinesisk by (1983). 
Gun Kessle hade en folkbildande och demokratisk tanke med sitt fotograferande och ville återge tempel, arkitektur och sakral skulptur så som dessa upplevdes när de byggdes, det vill säga under samma ljusförhållanden och från samma avstånd och vinklar skulptören tänkt sig. Hon skildrade också olika folks levnadsvillkor så realistiskt som möjligt och utifrån klasståndpunkt. Kessle var aldrig ute efter att göra fotografisk finkonst och ville inte att hennes bilder skulle återspegla den nutida betraktarens eget jag och dennes själsliv. Hon undvek också medvetet att ställa fotografens person och fotografiet som konstnärligt föremål i förgrunden.   Detta förhållningssätt var nära sammanvävt med tidens politiska ideal.

Fotogalleri Gun Kessle

## Familj
Första gången var Gun Kessle gift mellan 1947 och 1952 med Nils Oskar Evert Kessle (1918–1992), andra gången mellan 1952 och 1956 med konstnären Torsten Renqvist (1924–2007) och tredje gången från 1963 till sin död med Jan Myrdal (1927–2020).
Hon begravdes på Gustafs kyrkogård i Säter. I samma grav vilar Jan Myrdal liksom hans farföräldrar, godsägaren Carl Adolf Pettersson (1876–1934) och Anna Sofia Myrdal, ursprungligen Karlsson (1878–1965).